# Simpsons Roasting on an Open Fire: The Simpson's Christmas Special
«Simpsons Roasting on an Open Fire» («Sin blanca Navidad» en España y «Especial de Navidad de los Simpson» en Hispanoamérica) es el primer episodio de la primera temporada de la serie de televisión estadounidense de dibujos animados Los Simpson, emitido originalmente el 17 de diciembre de 1989. Fue escrito por Mimi Pond y dirigido por David Silverman. El título es una referencia de «The Christmas Song», una canción navideña estadounidense también conocida como «Chestnuts Roasting on an Open Fire».

## Sinopsis
Todo comienza cuando, después de haber asistido al espectáculo de Navidad de Bart y Lisa a la Escuela Primaria de Springfield, Marge les pregunta qué desean recibir como regalos para Navidad: Bart pide un tatuaje y Lisa pide un poni, pero Marge se niega a ofrecerles estos regalos. Cuando van al centro comercial el día siguiente, Bart se escabulle y se hace tatuar uno con la palabra «Mother» (madre). Sin embargo, Marge entra en la tienda de tatuajes y lo descubre cuando aún estaba sin acabar, viendo la palabra «Moth» (polilla). En esta situación, Marge lleva a su hijo a una clínica para borrar el tatuaje con láser, pero debe gastar todo el dinero que ahorró para comprar los regalos de Navidad de la familia confiando que pasarán una buena Navidad gracias a la paga extra de Homer. Al mismo tiempo, en la Planta de energía nuclear de Springfield, Homer se entera de que no tendrá la paga extra de Navidad de ese año por lo que se alegra de contar con los ahorros de Marge.
Cuando Homer vuelve a casa, se entera de que el dinero reservado para los regalos se gastó enteramente y decide no contarle a Marge sobre su paga extra. Homer va a comprar regalos poco costosos, pero al toparse con su vecino Ned Flanders y la cantidad de regalos de este, se da cuenta de que eso no sería suficiente para tener una buena Navidad. Más tarde, en la taberna de Moe, Barney, que se disfrazaba de Santa Claus, le aconseja trabajar a escondidas como Santa Claus en el centro comercial, y decide seguir el consejo. Sin embargo, se descubre rápidamente el secreto cuando Bart le quita su barba postiza después de haber aceptado un reto de su amigo Milhouse, pero este acepta no revelar su secreto a los otros miembros de su familia.
Cuando Homer recibe su paga, se consterna al enterarse de que solamente ganó trece dólares. Sobre los consejos de Barney, que recibió la misma cantidad, y con los estímulos de Bart, Homer decide apostar este dinero en una carrera de galgos. Aunque Barney le haya dicho apostar por un perro llamado Whirlwind (Torbellino en España y Rayo en Hispanoamérica), Homer decide apostar por otro participante llamado Santa's Little Helper, pensando que era una señal del destino. Sin embargo, Santa's Little Helper termina último y su propietario furioso, ya que siempre ha llegado último lo abandona fuera del galgódromo. Homer y Bart deciden, pues, adoptarlo. Habiendo regresado a casa, Homer quiere hablar de lo que ocultó a los miembros de su familia, pero piensan que compró un perro como regalo y todo el mundo pasa una alegre Navidad.

## Reparto
- Dan Castellaneta como Homer Simpson, Barney Gumble, Elf Moldy.
- Julie Kavner como Marge Simpson, Patty y Selma Bouvier.
- Nancy Cartwright como Bart Simpson, Ralph Wiggum, Lewis, Cashier y Elf Bubbles.
- Yeardley Smith como Lisa Simpson.
- Hank Azaria como Moe Szyslak.
- Harry Shearer como Mr. Burns, Seymour Skinner, Mr. Largo, Ned Flanders, Waylon Smithers, Dr. Zitofsky y Clerk.
- Jo Ann Harris como una chica.
- Pamela Hayden como Todd Flanders y Milhouse Van Houten.
- Chris Latta como Mr. Burns.

## Producción

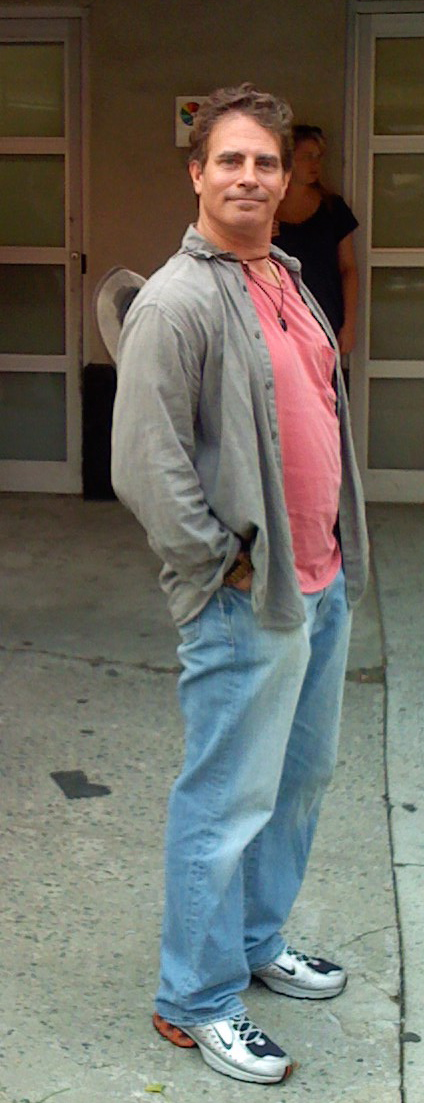
David Silverman, director del episodio.

Los representantes de FOX estaban muy inquietos con respecto al episodio porque no sabían si mantendría el interés de la audiencia en sus veinte minutos de duración. Propusieron hacer tres cortos de siete minutos por episodio y cuatro especiales hasta que la audiencia se acostumbrase. Finalmente, los productores le pidieron a FOX hacer trece episodios con la duración correspondiente. Se planeaba que la serie se estrenaría en el otoño boreal de 1989, pero debido a problemas con la animación de «Some Enchanted Evening», comenzó el 17 de diciembre de 1989 con este episodio. «Some Enchanted Evening» fue emitido al final de la temporada.
El episodio, siendo el primero en emitirse, no tenía la famosa secuencia de presentación que fue añadida posteriormente al segundo episodio, cuando Groening tuvo la idea de hacer una secuencia más larga y menos tiempo de animación a los episodios.
La parte de las audiciones para Santa Claus en donde se pide uno para cada región está basada en la experiencia de Matt Groening cuando, estando en segundo grado, hizo un reporte de la Navidad en Rusia. Groening también usó esa referencia en «Life in Hell» cuando se parodió a sí mismo como un hombre joven, a quien le decían que era muy malo que su abuela fuese rusa, ya que la Navidad es ilegal en ese país. También, Matt Groening dice que en este episodio se incluyó erróneamente en los créditos la «versión alternativa» de Jingle Bells, ya que, según él, es diferente a la original.
David Silverman dirigió el episodio, aunque Rich Moore revisó la historia y diseñó a Ned Flanders. Muchas de las escenas fueron ideadas por Eric Stefani, hermano de Gwen Stefani. En este episodio, Barney tiene el cabello rubio, del mismo color que su piel, lo cual fue cambiado posteriormente porque se pensaba que solo los miembros de la familia Simpson podrían tener así el cabello.